# 대한민국 헌법 제1조
대한민국 헌법 제1조는 대한민국이 민주공화국임을 규정한 대한민국 헌법의 조항이다. 2항으로 구성되어 있다.

## 본문
① 대한민국은 민주공화국이다.

② 대한민국의 주권은 국민에게 있고, 모든 권력은 국민으로부터 나온다.

## 내용
- 국호는 '대한민국'으로 한다.

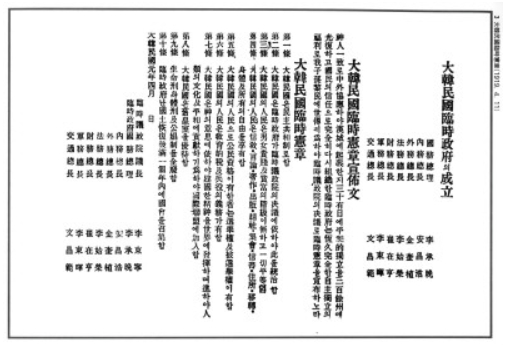
대한민국 임시 헌장 - 1919년 4월 11일 대한민국 임시정부가 선포한 최초의 헌법

- 국가 형태 및 국가 정체를 민주공화국으로 규정하고 있으며 반민주적 체제와 군주제를 부정한다.
- 1919년 4월 11일 대한민국 임시정부가 제정한 임시 헌장 제1조 "대한민국은 민주공화제로 한다."와 동일한 내용이다.

- 대한민국 헌법의 기본 원리 및 이념

대한민국은 대한민국헌법과 대한민국헌법제1조라는 이름으로서, 대한민국 제1의 최우선 근본 이념(理念 : 이상적인 것으로 여겨지는 생각이나 견해)을 '민주주의'로 정하고, 이를 머리와 가슴으로 이해하고, 행동과 실천 과정으로 펼쳐 따르며, 정의 구현 및 경제 성과로 이루기 위한 기본 원리가 '국민주권주의'임을 제창(提唱)하고 선언(宣言)한다.
- 대한민국 헌법의 근본이념으로서의 민주주의
- 대한민국 주권의 소재
- 대한민국 헌법의 기본원리로서의 국민주권주의(국민주권의 원리)

## 주요 판례
- 대한민국의 헌법재판소는 신행정수도의건설을위한특별조치법 위헌 확인 소송에서 “국민주권주의는 성문이든 관습이든 실정법 전체의 정립에의 국민의 참여를 요구한다고 할 것이며, 국민에 의하여 정립된 관습헌법은 입법권자를 구속하며 헌법으로서의 효력을 가진다”고 판시한 바 있다.

- 헌법재판소는 “헌법 제1조는 국민적 합의로 국가권력을 조직하고 그 국민의 기본권을 최대한으로 보장한다(헌법 제10조)는 국민주권론의 원칙을 채택하여 국민에게 선언”하고 있으며, 국회의원선거법 제34조에서 국회의원 선거가 끝난 다음에 그 기탁금 가운데 선거 비용을 공제한 잔액을 국가에 귀속시키는 것은 헌법 제1조 제2항의 국민주권을 선언한 헌법정신을 무시한 규정이라는 이유로 위헌이라고 판시하였다.

- 헌법 제1조 제2항은 “대한민국의 주권은 국민에게 있고 모든 권력은 국민으로부터 나온다.”고 규정하여 국민주권주의를 천명하고 있다. 이러한 국민주권의 원리는 일반적으로 어떤 실천적인 의미보다는 국가권력의 정당성이 국민에게 있고 모든 통치권력의 행사를 최후적으로 국민의 의사에 귀착시킬 수 있어야 한다는 등 국가권력 내지 통치권을 정당화하는 원리로 이해되고, 선거운동의 자유의 근거인 선거제도나 죄형법정주의 등 헌법상의 제도나 원칙의 근거로 작용하고 있다.

## 연혁
- 대한민국 유신헌법(대한민국헌법 제8호)에서는 제1조 제2항이 “대한민국의 주권은 국민에게 있고, 국민은 그 대표자나 국민투표에 의하여 주권을 행사한다”고 규정되었지만, 제5공화국 헌법(대한민국헌법 제9호)에서 원상태로 회복되었다.

① 대한민국은 민주공화국이다.
② 대한민국의 주권은 국민에게 있고, 국민은 그 대표자나 국민투표에 의하여 주권을 행사한다.

## 비교 헌법 조문
- 미국 수정 헌법 제1조

Congress shall make no law respecting an establishment of religion, or prohibiting the free exercise thereof; or abridging the freedom of speech, or of the press; or the right of the people peaceably to assemble, and to petition the Government for a redress of grievances.

| “ | 의회는 종교를 만들거나, 자유로운 종교 활동을 금지하거나, 발언의 자유를 저해하거나, 출판의 자유, 평화로운 집회의 권리, 그리고 정부에 탄원할 수 있는 권리를 제한하는 어떠한 법률도 만들 수 없다. | ” |

- 일본국 헌법 제1조

천황은 일본국의 상징이며, 일본 국민 통합의 상징으로서, 그 지위는 주권이 소재하는 일본 국민의 총의에 기초한다.

## 같이 보기
- 대한민국 헌법 제1장
- 신행정수도의건설을위한특별조치법 위헌 확인 소송
- 대한민국의 국기
- 대한민국의 국장
- 대한민국 헌법 제1조 (영화)
- 미국 수정 헌법 제1조